# Луций Статилий
Луций Статилий (на латински: Lucius Statilius; † 5 декември 63 пр.н.е.) e привърженик на Луций Сергий Катилина.
Произлиза от конническото съсловие от фамилията Статилии.
През 63 пр.н.е. участва в заговора на Катилина и планува да убие Цицерон. През нощта срещу 3 декември 63 пр.н.е. той е арестуван заедно с Лентул, Публий Габиний Капитон, Цетег и Марк Цепарий. На сутринта na 3 декември 63 пр.н.е. Цицерон свиква бързо Сената в храма на Конкордия, където заловените са разпитвани и на 4 декември. На 5 декември след дълги дебати Сенатът решава те да бъдат екзекутирани и вечерта присъдата е проведена.